# Цибулівський (заказник)
Цибулівський — гідрологічний заказник місцевого значення в  Монастирищенському районі Черкаської області.

## Опис
Заказник площею 371 га розташовано біля с. Івахни.
Як об'єкт природно-заповідного фонду створено рішенням Черкаського облвиконкому від 28.11.1979 р. № 597. Землекористувач або землевласник, у віданні якого знаходиться заповідний об'єкт — Івахнянська сільська рада.
Болото є важливим регулятором гідрологічного режиму з типовою рослинністю.

## Галерея

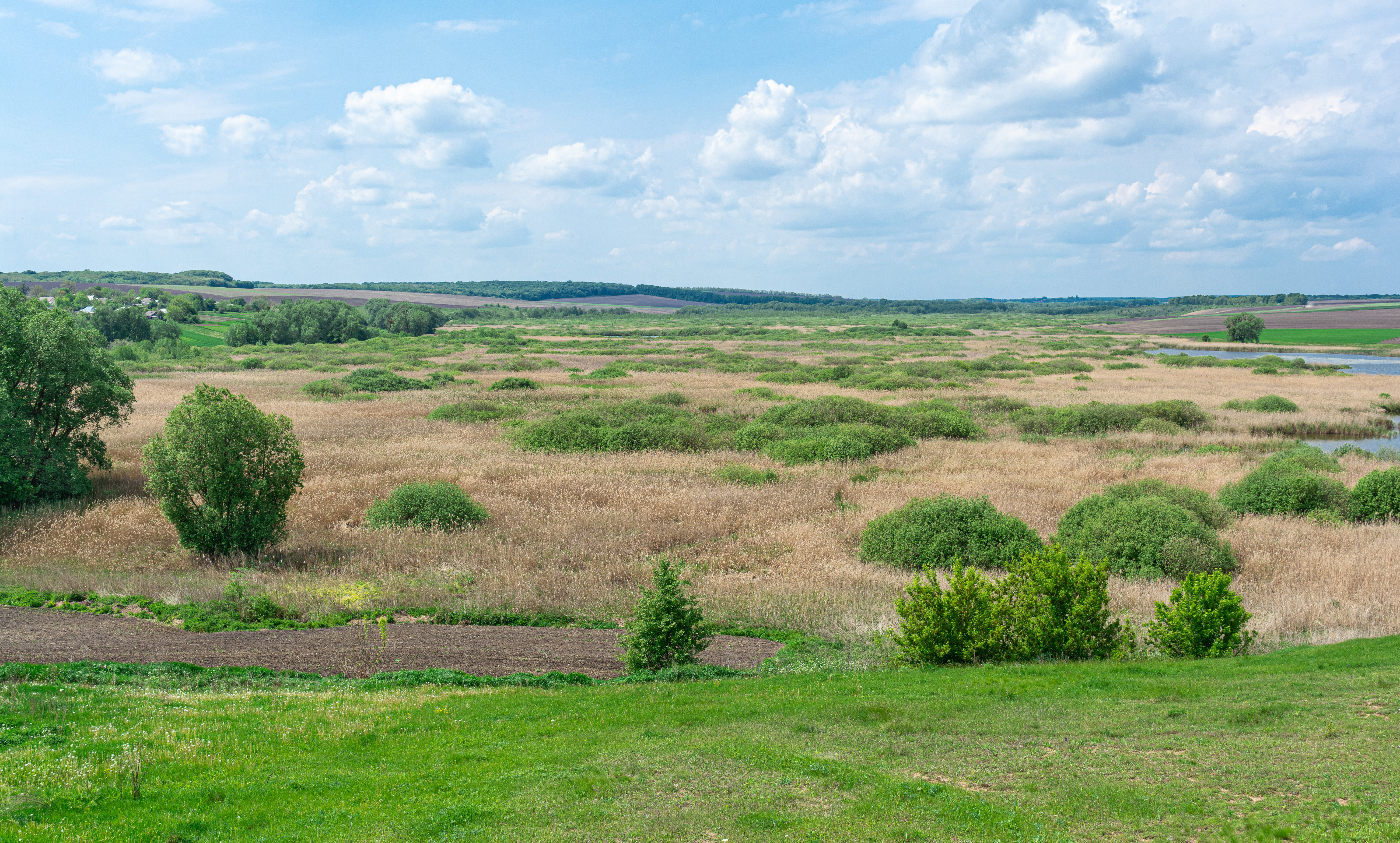
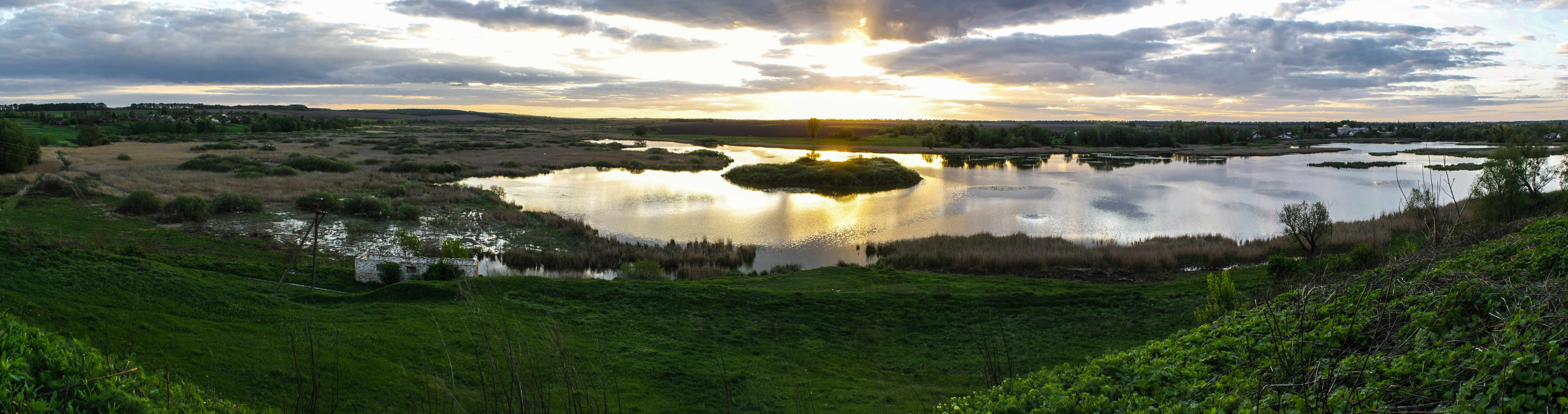